# Чезаро, Эрнесто
Эрнесто Чезаро (итал. Ernesto Cesàro; 12 марта 1859[…], Неаполь — 12 сентября 1906[…], Торре-Аннунциата, Кампания) — итальянский математик, специалист по математическому анализу и геометрии. Профессор Университета Палермо (1886—1891) и Неаполитанского университета (1891—1906).

## Биография
Отец Эрнесто, Луиджи Чезаро, был богатым фермером из Торре-Аннунциата (около Неаполя), первопроходцем использования сельскохозяйственных машин, а также либералом, участником Рисорджименто.
Эрнесто сначала учился в Национальной школе-интернате Виктора-Эммунуила в Неаполе, потом — в семинарии в Ноле, затем вновь в школе Виктора-Эммунуила.
Прекратив классическое образование, Чезаро решил стать инженером и отправился в Льеж, к старшему брату, с чьей помощью он выучил французский язык и в 1874 году поступил в Горную школу (современный Льежский университет).
В 1878 году, после безуспешных попыток поступить в университеты Парижа и Неаполея, он вернулся в Горную школу Льежа на второй год обучения. В это время он начал писать свои первые работы по математике. Его заметил и ему помогал Эжен Каталан.
Закончив в 1881 году четвёртый курс обучения, он отправился в Париж, где слушал университетские курсы известных французских математиков. В 1884 году поступил в Римский университет, причём сразу на четвёртный курс благодаря своим публикациям, однако так его и не закончил.
В 1886 году победил в конкурсе на позицию в лицее Теренцио Мамиани, однако не занял её, взамен заняв позицию профессора по высшей алгебре в Университете Палермо.
В 1891 году стал профессором бесконечномалого анализа в Неаполитанском университете, заняв бывшую позицию Джузеппе Баттальини. Также преподавал там высший анализ и высшую математику.
В 1906 году получил приглашение стать профессором по рациональной механике в Болонском университете, однако не стал, поскольку погиб: пытался спасти тонущего сына и утонул сам.

## Научная деятельность
Разработал метод суммирования рядом средними арифметическими, называемый методом Чезаро.
Придумал «натуральную геометрию», позволяющую определять кривые и поверхности через инвариантные относительно замены координат величины.